# Бостан (Мангистауская область)
Бостан (каз. Бостан, до 1993 года — Октябрьское) — село в Каракиянском районе Мангистауской области Казахстана. Административный центр Бостанского сельского округа. Находится примерно в 15 км к северо-востоку от города Жанаозен. Код КАТО — 474233100.

## Население
В 1999 году население села составляло 1114 человек (549 мужчин и 565 женщин). По данным переписи 2009 года, в селе проживало 1626 человек (805 мужчин и 821 женщина). Количество дворов — 303.

## Инфраструктура
В селе функционируют средняя школа, АТС, библиотека, больничная амбулатория, дом культуры.